# Donald Gollan
Donald Herbert Louis Gollan (ur. 19 stycznia 1896 w Paddington w Londynie, zm. 13 sierpnia 1971 w Worthing) – brytyjski wioślarz. Srebrny medalista olimpijski.
Kształcił się w Kolegium Trójcy Świętej University of Cambridge.
Wystąpił na igrzyskach olimpijskich w Amsterdamie w 1928, gdzie Brytyjczycy w składzie: Jamie Hamilton, Guy Oliver Nickalls, John Badcock, Donald Gollan, Harold Lane, Gordon Killick, Jack Beresford, Harold West i Arthur Sulley (sternik) zdobyli srebrny medal w ósemkach. W finale o 2,4 sekundy wyprzedziła ich reprezentacja USA. Był to jego jedyny start olimpijski.
Gollan był jednym z pierwszych głuchoniemych olimpijczyków.